# Лофофор
Лофофо́р (на английски: Lophophore) е орган на храносмилателната система при четири големи групи водни безгръбначни животни: Раменоноги, Ектопрокти, Ентопрокти и Форониди. Поради тази си морфологична особеност тези типове организми са обединени в обща група Lophophorata.

## Етимология
Думата лофофор е съчетание на: на гръцки: λοφος – гребен и на гръцки: φορε, φορος – нося.

## Описание
В общи линии лофофора наподобява на пръстен от къси пипалца намиращи се около устния отвор. Наблюдават се и разлики в подредбата им и под формата на подкова или спирала. Пипалцата са изключително подвижни и се намират отвън на тялото при форонидите и затворени в раковината при раменоногите. Основната функция на лофофора е да създава воден поток около устата посредством движение на ресничките. Върху тях полепват хранителни частици от водата и те биват поднасяни към устата.

## Класификация
Групата, която обединява представителите с лофофор е надтип Lophotrochozoa. В по-стари класификации тя е част от вторичноустните животни. Заедно с гореспоменатите типове към надтипа са включени също Мекотели и Прешленести червеи.
Към Lophotrochozoa са систематизирани и изкопаемите групи Hederelloida, Microconchida, Cornulitida и Tentaculita.